# Burta (statek wodny)

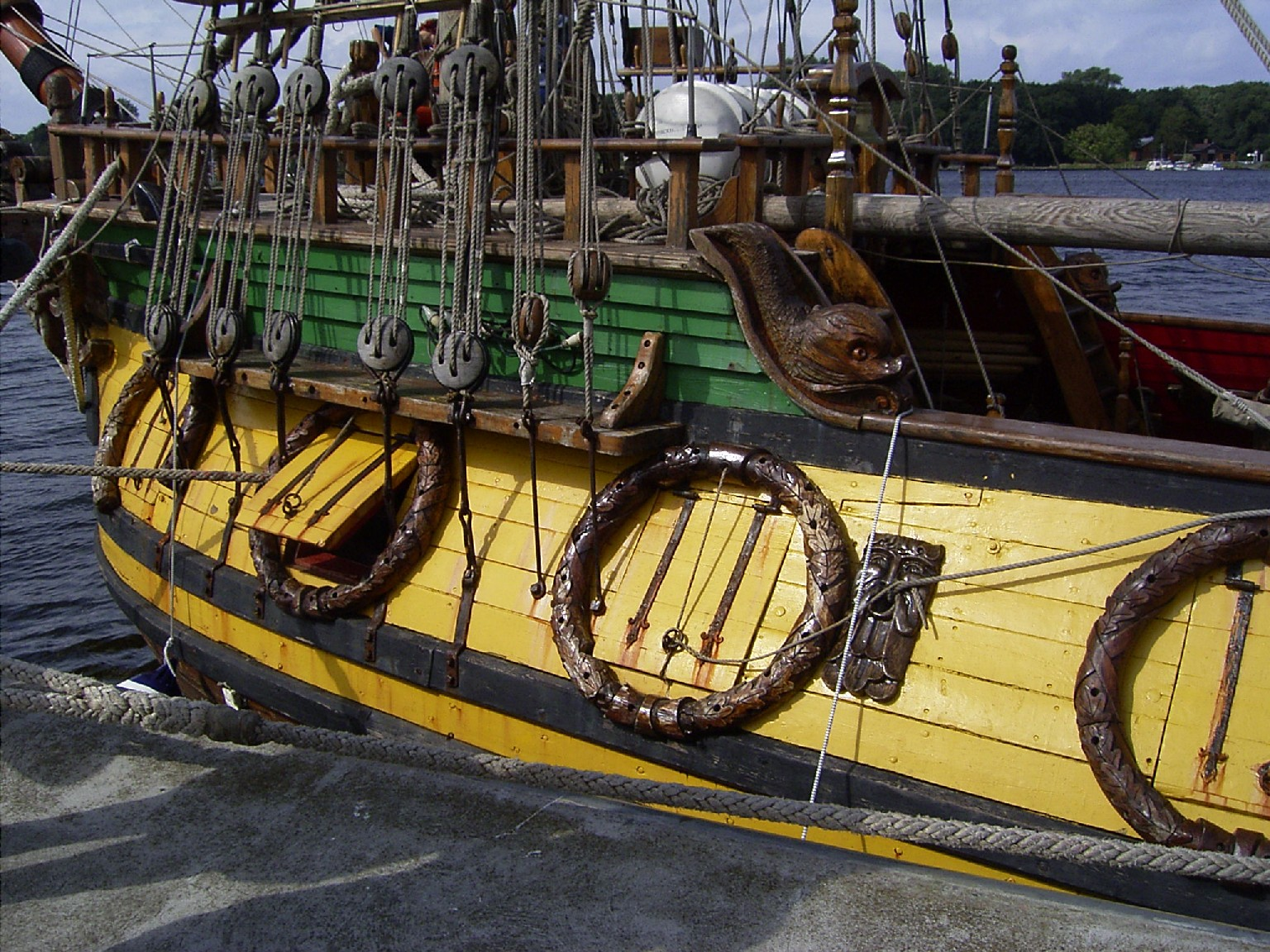
Burta żaglowca

Burta – strona na statku wodnym, każda z połówek jednostki pływającej, rozdzielonych płaszczyzną symetrii kadłuba. Termin ten ma wiele pokrewnych znaczeń począwszy od całości jednej z połówek kadłuba, poprzez poszycie jednej z połówek (lub część poszycia nad obłem), aż do litej bariery na dużej jednostce, otaczającej odkryty pokład, będącej de facto nadburciem, a nie burtą. Jednak o tym, że coś znajduje się na jednej z burt, mówi się także wtedy, gdy to coś znajduje się nawet znacznie powyżej najwyższego pokładu (np. światła na masztach mogą być w osi jednostki, lub na jednej z burt).
Burty są dwie – lewa i prawa (patrząc od rufy w stronę dziobu jednostki).
Burty posiadają także swoje historyczne nazwy, utrzymujące się jednak, dla zachowania tak ważnej dla marynarzy tradycji, do dziś. Prawa burta, to po polsku sterburta (niderl. stuurboord, ang. starboard), lewa to bakburta (niderl. bakboord, ang. hist. larboard, współcz. port). Nazwy te pochodzą sprzed kilku wieków, kiedy to stosowano na żaglowcach wiosło sterowe. Sternik operujący takim wiosłem stał zawsze plecami (ang. back) do lewej burty, a jego wiosło schodziło do wody z burty prawej. Centralnie z rufy wiosło nie mogło zejść do wody, bo rufa kończyła się w szpic i posiadała wydatny nawis rufowy sięgający daleko nad wodę. Angielskie terminy port i larboard wywodzą się stąd, iż jednostki z wiosłem sterowym dochodziły do nabrzeża portowego tylko z jednego kierunku - tą burtą, na której nie było wiosła sterowego, aby go nie uszkodzić. Etymologia tych słów nie jest wyjaśniona jednoznacznie. Może oznaczać stronę, z której dochodzi hałas z lądu (loud), lub stronę, z której ładowano towary (load) przez furtę w burcie. Równie dobrze jednak mogło to oznaczać wchodzenie do portu od konkretnej strony, gdyż wszystkie jednostki miały wiosło sterowe właśnie dlatego z tej samej strony, aby łatwiej było im wszystkim zachować porządek podczas przemieszczania się w zazwyczaj ciasnym porcie, oraz cumować wspólnie przy nabrzeżu.
Statek na sterburcie niesie światło zielone, na bakburcie – czerwone.
Stosowane są również określenia burta nawietrzna (z której wieje wiatr, czyli wystawiona na działanie wiatru) oraz burta zawietrzna (znajdująca się za wiatrem, czyli osłonięta od wiatru żaglami i poszyciem drugiej burty).
Burta, w znaczeniu bocznej powierzchni kadłuba, a szczególnie jej części nawodnej, nie musi otaczać jednostki pływającej ze wszystkich stron. Jeżeli rufa posiada własną ścianę z tyłu jednostki, to nosi ona nazwę pawęży.